# Vorzel
Vorzel (în ucraineană Ворзель) este o așezare de tip urban din orașul regional Irpin, regiunea Kiev, Ucraina. În afara localității principale, nu cuprinde și alte sate.

## Demografie
Componența lingvistică a așezării de tip urban Vorzel
     Ucraineană (87%)
     Rusă (12,65%)
     Alte limbi (0,15%)
Conform recensământului din 2001, majoritatea populației așezării de tip urban Vorzel era vorbitoare de ucraineană (87%), existând în minoritate și vorbitori de rusă (12,65%).

## Gallery

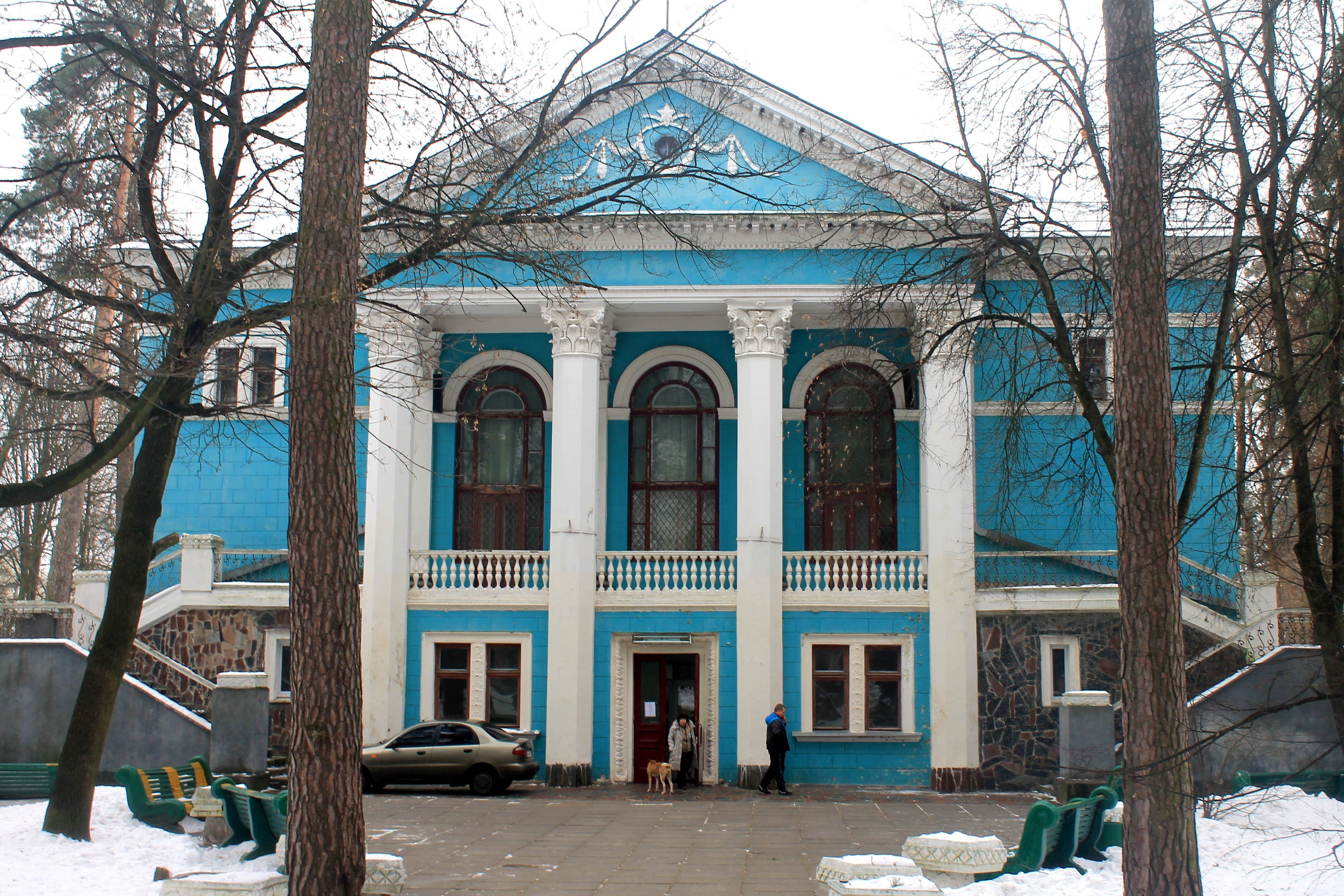
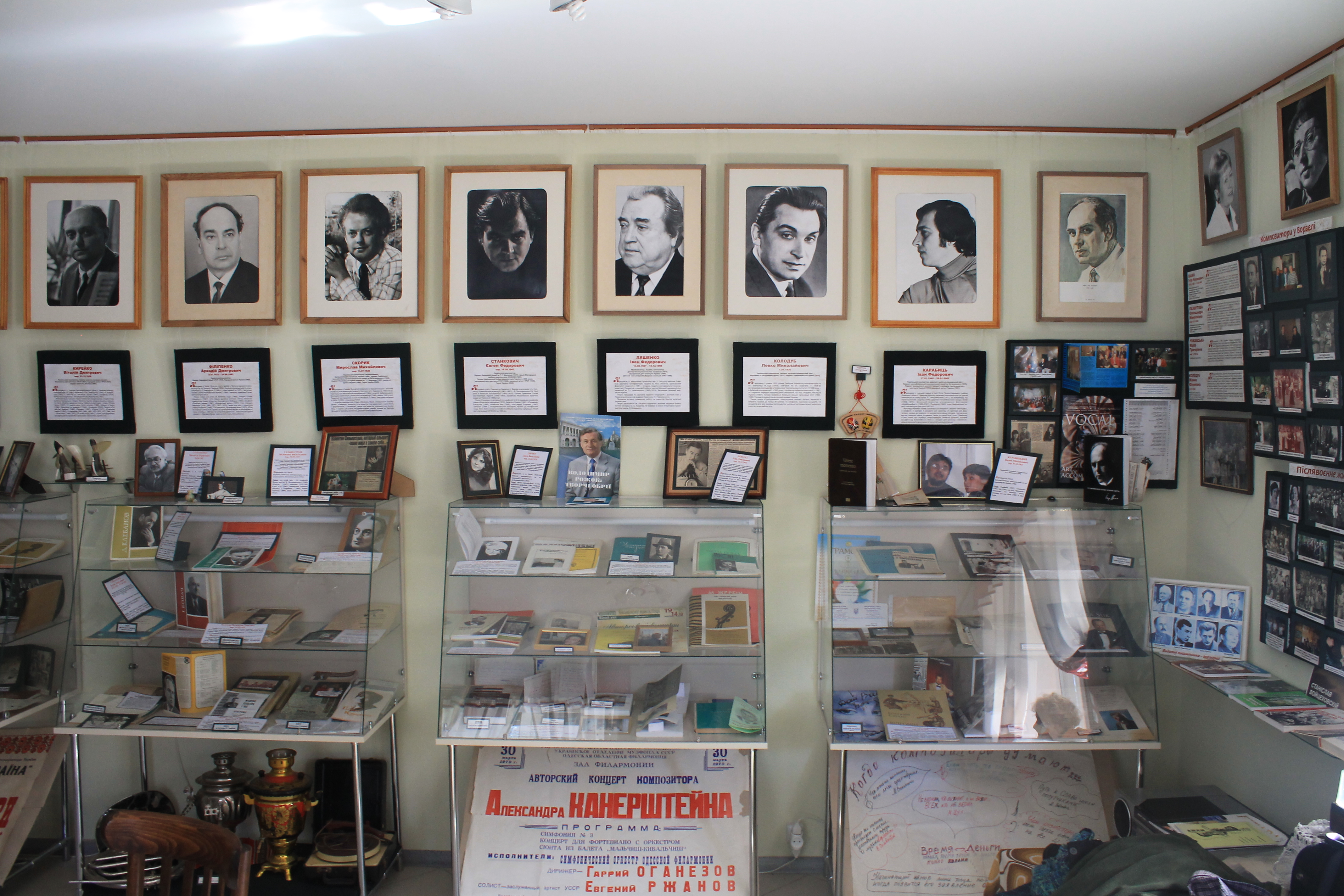
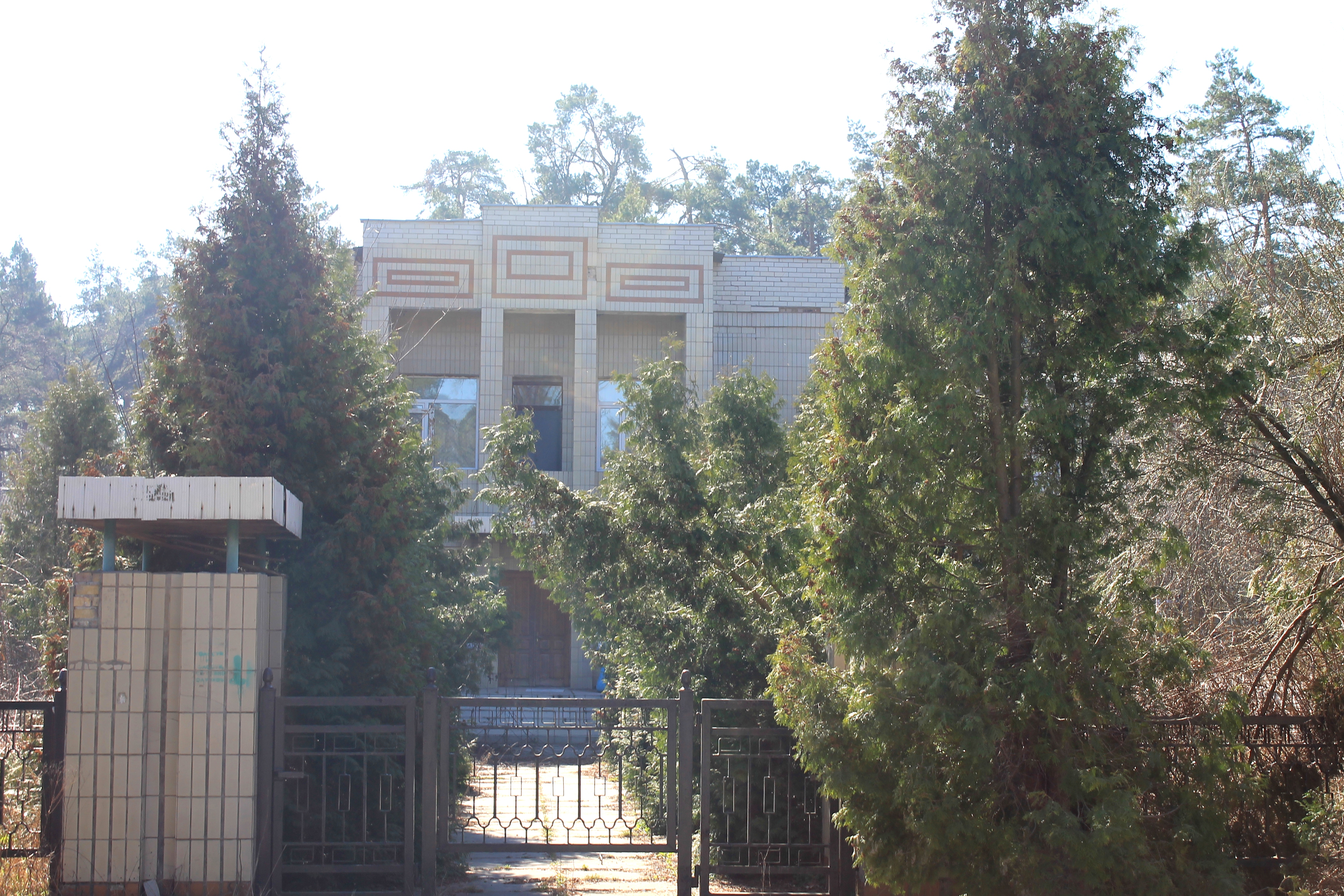
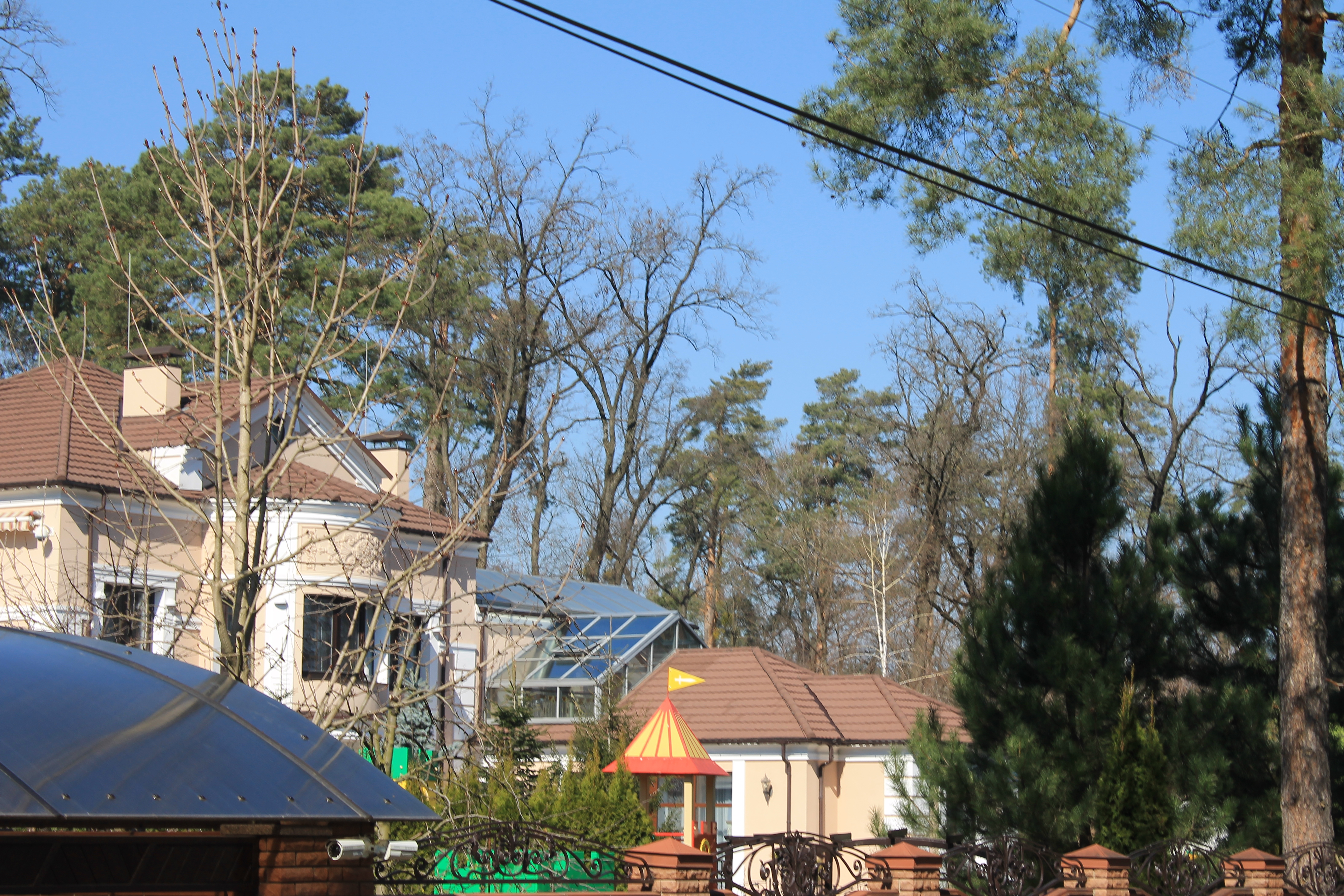
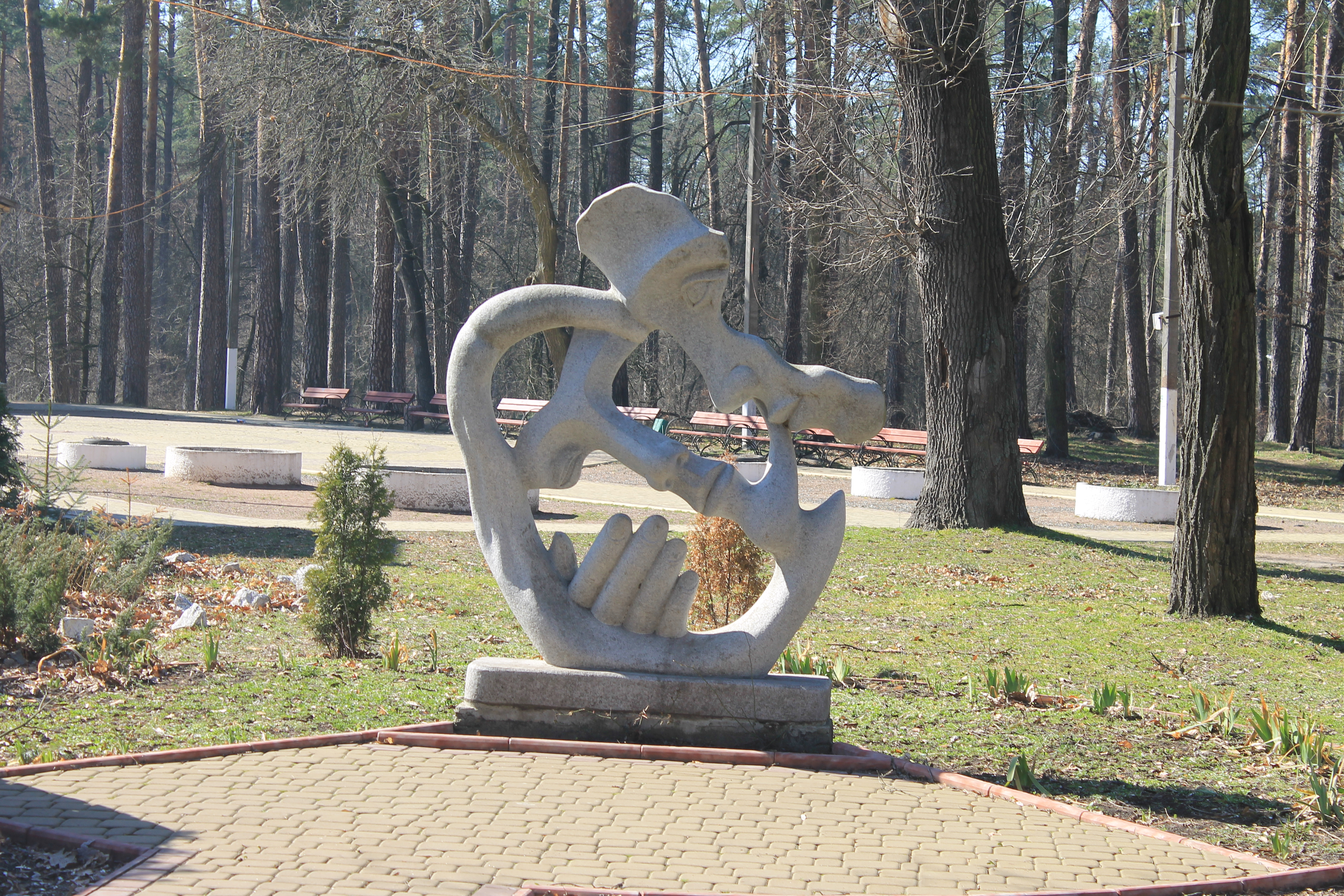
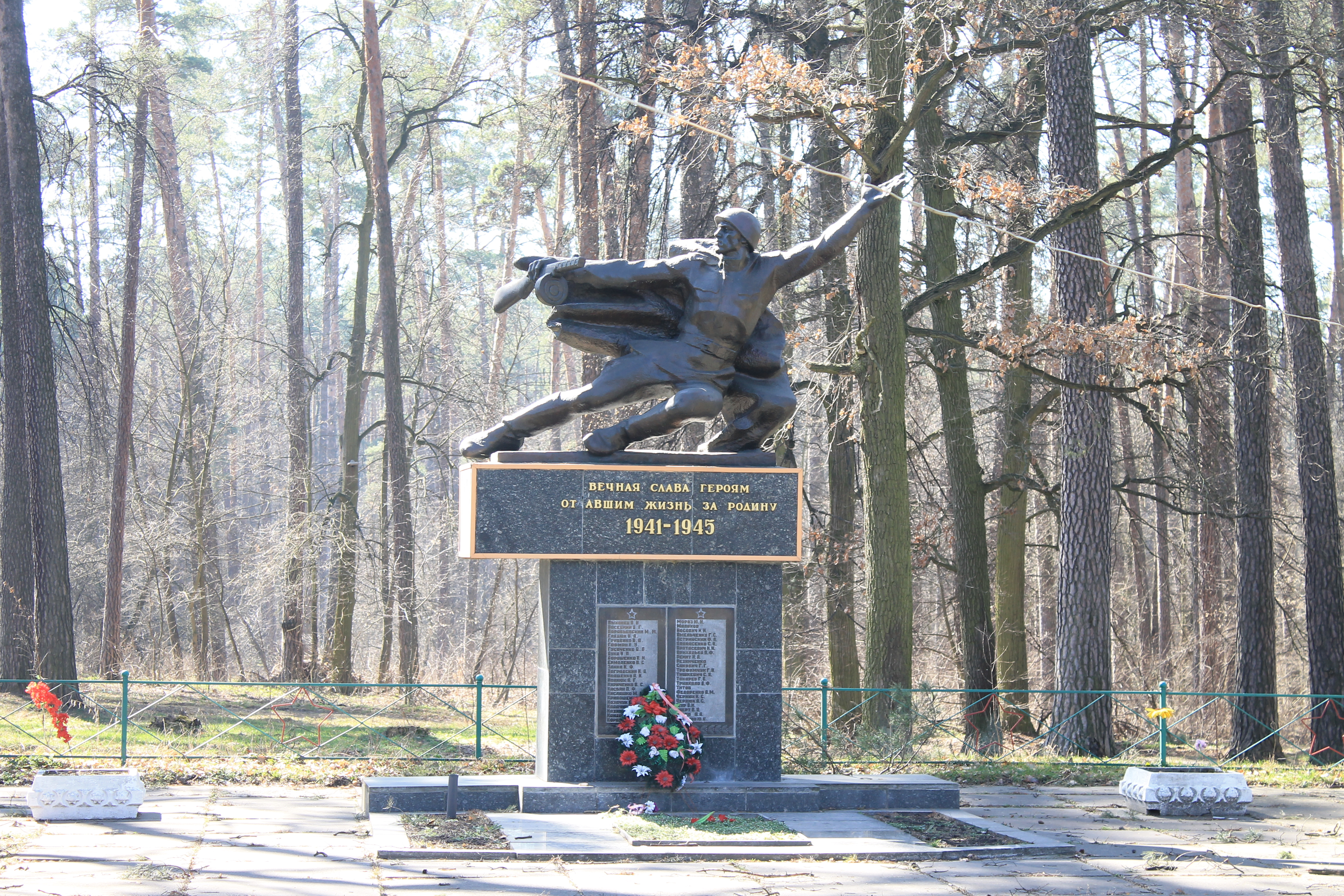
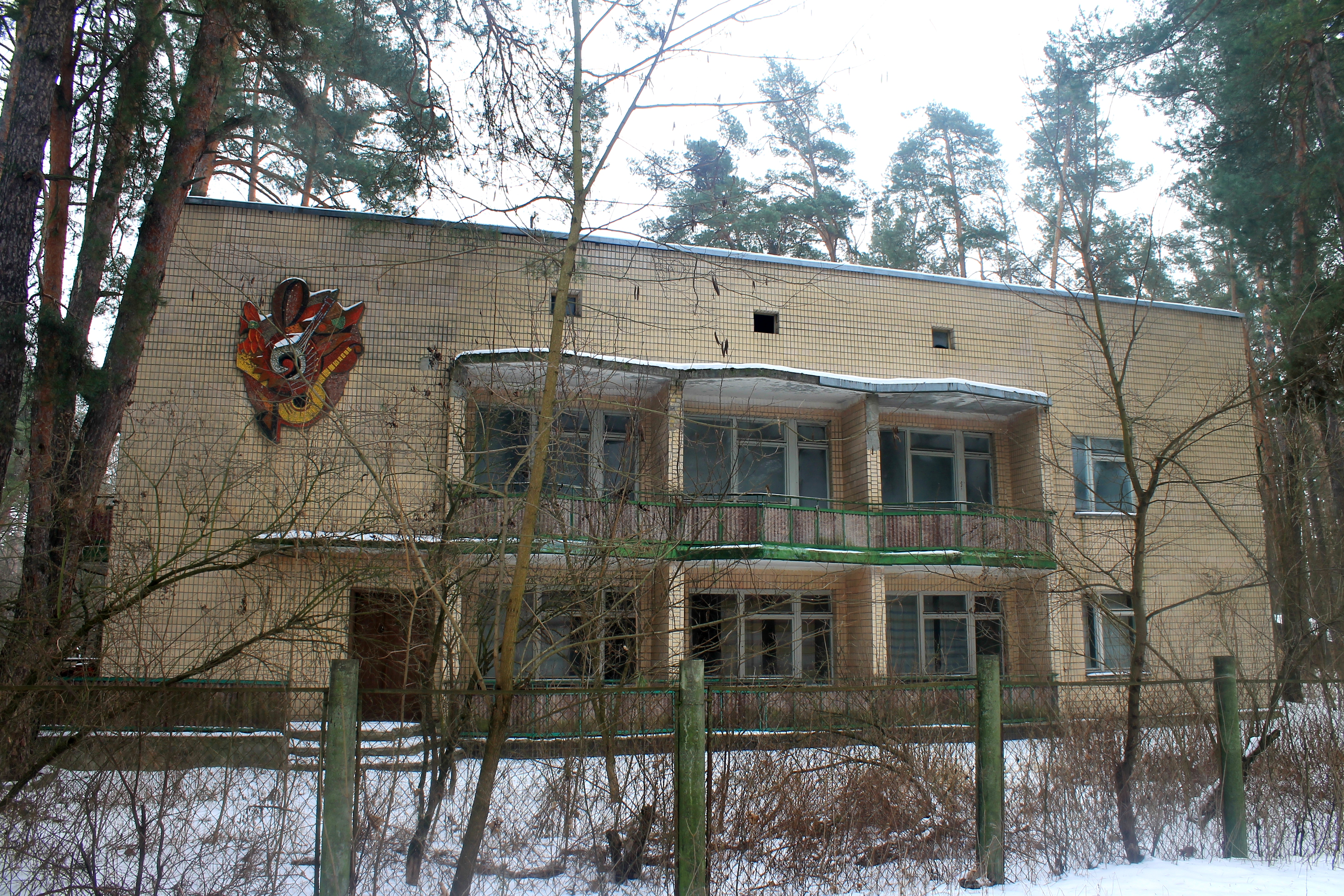
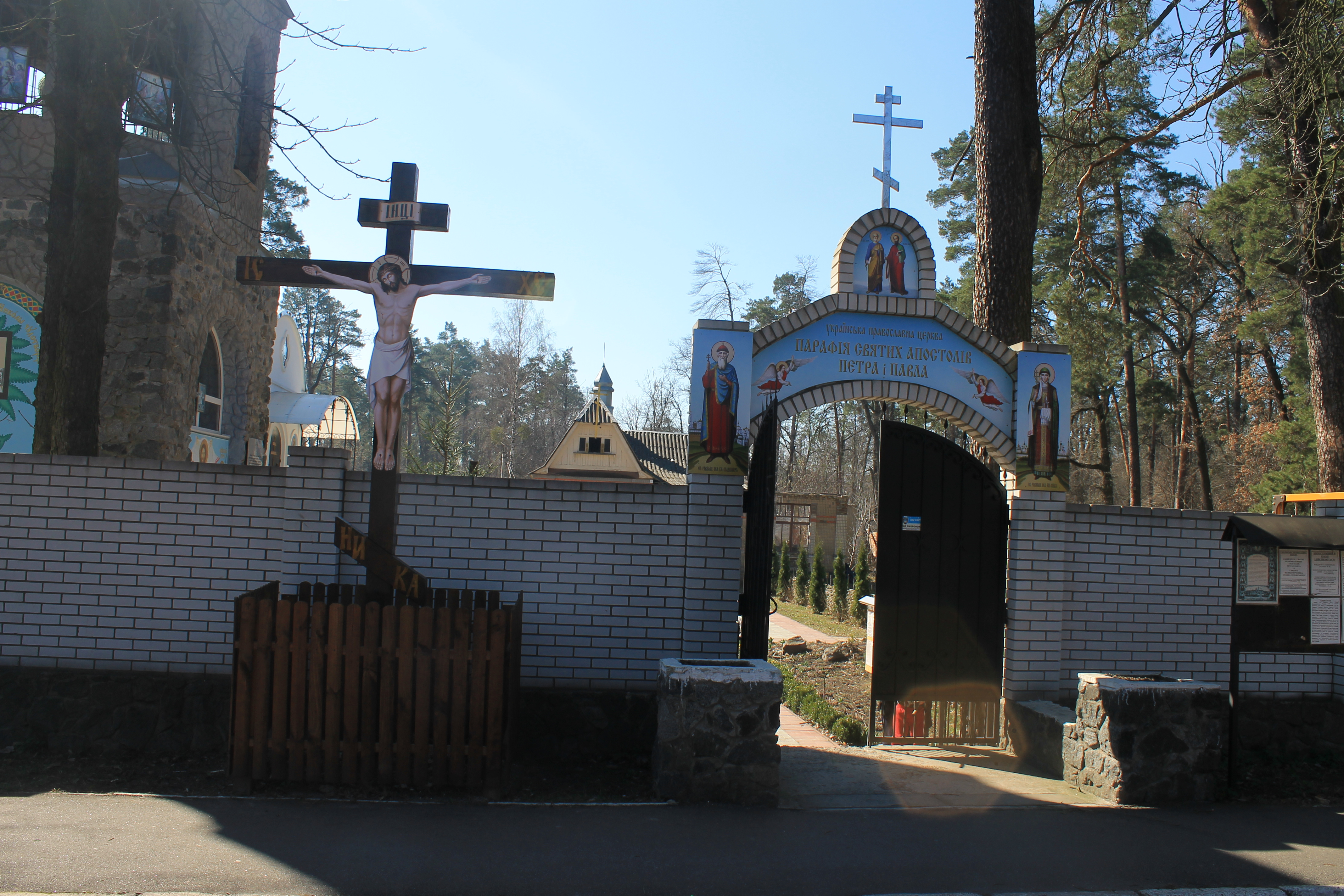